# Краснокутское сельское поселение (Краснодарский край)
Краснокутское сельское поселение — муниципальное образование в составе Мостовского района Краснодарского края России.
В рамках административно-территориального устройства Краснодарского края ему соответствует Краснокутский сельский округ.
Административный центр — посёлок Восточный.
Сельское поселение образовано законом от 16 сентября 2004 года.

## Население
| 2010  | 2012  | 2013  | 2014  | 2015  | 2016  | 2017  |
| ----- | ----- | ----- | ----- | ----- | ----- | ----- |
| 1645  | ↘1620 | ↗1633 | ↘1627 | ↘1611 | ↗1629 | ↘1602 |
| 2018  | 2019  | 2020  | 2021  | 2023  |       |       |
| ↗1630 | ↗1638 | ↘1632 | ↘1618 | ↗1631 |       |       |

## Населённые пункты
В состав сельского поселения (сельского округа) входят 3 населённых пункта:
| № | Населённый пункт | Тип населённого пункта | Население (чел.) |
| - | ---------------- | ---------------------- | ---------------- |
| 1 | Восточный        | посёлок                | ↘1092            |
| 2 | Красный Кут      | хутор                  | ↘226             |
| 3 | Северный         | хутор                  | ↘327             |